# Orphulella abbreviata
Orphulella abbreviata är en insektsart som först beskrevs av Scudder, S.H. 1869.  Orphulella abbreviata ingår i släktet Orphulella och familjen gräshoppor. Inga underarter finns listade i Catalogue of Life.